# Humboldtovo sveučilište u Berlinu
Humboldtovo sveučilište u Berlinu (njemački Humboldt-Universität zu Berlin), najstarije berlinsko sveučilište koje je 1810. kao Sveučilište u Berlinu (Universität zu Berlin) osnovao liberalni pruski edukacijski reformator i jezikoslovac Wilhelm von Humboldt, čiji je model sveučilišta snažno utjecao na ostala europska i zapadnjačka sveučilišta. Od 1828. nosilo je naziv Sveučilište Fredericka Williama (Friedrich-Wilhelms-Universität), a poslije i Universität unter den Linden. Godine 1949. promijenilo je svoj naziv u Humboldt-Universität u čast njegova osnivača Wilhelma i njegova brata naturalista Alexandera von Humboldta.

## Povijest
Prvi semestar na novoosnovanom Berlinskom sveučilištu počeo je 1810. godine s 256 studenata i 52 predavača na fakultetima prava, medicine, teologije i filozofije. Sveučilište je bilo dom mnogim njemačkim velikim misliocima prošla dva stoljeća, a među njima se ističu filozof subjektivnog idealizma Johann Gottlieb Fichte, teolog Friedrich Schleiermacher, filozof apsolutnog idealizma G.W.F. Hegel, romantičarski pravni teoretičar Savigny, filozof pesimizma Arthur Schopenhauer, filozof objektivnog idealizma Friedrich Schelling, kulturni kritičar Walter Benjamin i slavni fizičari Albert Einstein i Max Planck. Utemeljitelji marksističke teorije Karl Marx i Friedrich Engels pohađali su sveučilište kao i pjesnik Heinrich Heine, njemački ujedinitelj Otto von Bismarck, osnivač Komunističke partije Njemačke Karl Liebknecht, afroamerički panafrikanist W. E. B. Du Bois i europski ujedinitelj Robert Schuman, kao i utjecajan kirurg Johann Friedrich Dieffenbach u ranoj polovici 1800-ih. Sveučilište je dom 29 dobitnika Nobelove nagrade.
Struktura njemačkih istraživačko-intenzivnih sveučilišta poput Humboldtova poslužila je kao model za institucije poput Johnsa Hopkinsa.

## Proširenje
Uz snažno utvrđivanje tradicionalnih predmeta poput prirodoslovlja, prava, filozofije, povijesti, teologije i medicine, Berlinsko sveučilište razvilo se kako bi obuhvatilo brojne nove znanstvene discipline. Alexander von Humboldt, brat osnivača Williama, promovirao je novo učenje. Konstrukcijom modernih istraživačkih objekata u drugoj polovici 19. stoljeća započelo je poučavanje prirodnih znanosti. Slavni istraživači poput kemičara Augusta Wilhelma Hofmanna, fizičara Hermanna von Helmholtza, matematičara Ernsta Eduarda Kummera, Leopolda Kroneckera, Karla Weierstrassa, fizičara Johannesa Petera Müllera, Albrechta von Graefea, Rudolfa Virchowa i Roberta Kocha, pridonijeli su znanstvenoj slavi Berlinskog sveučilišta.
Tijekom ovog perioda proširenja Berlinsko se sveučilište postupno širilo kako bi inkorporiralo druge prethodno odvojene fakultete u Berlinu. Primjer toga bili su Charité, Pépinière i Collegium Medico-chirurgicum. Kralj Friedrich I. izgradio je 1717. godine karantensku kuću za borbu protiv kuge na gradskim vratima koju je 1727. ponovo blagoslovio "kralj vojnik" Friedrich Wilhelm: "Es soll das Haus die Charité" (Ovo je kuća milosrđa). To je mjesto do 1829. postalo medicinski kampus Berlinskog sveučilišta, te je ostalo tako do 1927. kad je konstruirana nova moderna Sveučilišna bolnica.
Berlinsko sveučilište utemeljilo je 1810. zbirku nacionalne povijesti koja je do 1889. zahtijevala zasebnu zgradu koja je kasnije postala Museum für Naturkunde. Već postojeća škola Tierarznei osnovana 1790. godine i apsorbirana u sveučilište, formirala je 1934. godine bazu za Veterinarski fakultet (Grundstock der Veterinärmedizinischen Fakultät). Landwirtschaftliche Hochschule Berlin (Visoka poljodjelska škola) osnovana 1881. pridružena je Poljoprivrednom fakultetu Sveučilišta.

## Treći Reich
Nakon 1933. sva su njemačka sveučilišta transformirana u nacističke edukacijske institucije. Upravo je iz knjižnice Humboldtova sveučilišta uzeto otprilike 20.000 knjiga koje su pisali "degenerativni" i protivnici režima kako bi bile spaljene 10. svibnja iste godine na Opernplatzu (sada Bebelplatz) tijekom demonstracija pod zaštitom SA prilikom koje je svoj govor održao i Joseph Goebbels. Spomenik na taj događaj danas se nalazi u centru trga i sastoji se od staklene ploče, koja se otvara na podzemnu bijelu prostoriju s praznim policama za 20.000 svezaka, i ploče koja nosi epigraf iz djela Heinricha Heinea iz 1820. godine: "Das war ein Vorspiel nur, dort wo man Bücher verbrennt, verbrennt man am Ende auch Menschen" ("Ovo je bila samo predigra. Gdje god netko spaljuje knjige, na kraju će spaljivati i ljude.").
Zakonom o povratku profesionalne civilne službe (njemački "Gesetzes zur Wiederherstellung des Berufsbeamtentums") tijekom 1933./1934. otpušteno je 250 židovskih profesora i zaposlenika, a brojni doktorati su povučeni. Studenti i nastavnici te politički protivnici nacizma izbačeni su sa sveučilišta i često deportirani. Tijekom toga vremena nacisti su otpustili gotovo jednu trećinu sveg osoblja.

## Ponovno otvaranje
Sovjetska vojna uprava u Njemačkoj (SMAD) naredila je (Befehl-Nr. 4) otvaranje sveučilišta u siječnju 1946. SMAD je želio redizajnirano Berlinsko sveučilište prema sovjetskom modelu, no ipak su inzistirali na "otvaranju", a ne na "ponovnom otvaranju" zbog političkih razloga. Predsjednik Njemačke centralne uprave za nacionalno obrazovanje (DZVV) Paul Wandel u svojem obraćanju 29. siječnja 1946. na ceremoniji otvaranja izrekao je: "Govorim o novom otvaranju, ne o ponovnom otvaranju sveučilišta. [...] Berlinsko sveučilište mora zapravo u potpunosti biti na novo započeto. Oni imaju sliku o starom sveučilištu koje bi trebalo nastaviti raditi. Ono što je ostalo od njega je jedan ostatak biljke." Poučavanje je ograničeno na sedam odjela koji su djelovali u ponovo otvorenim, ratom oštećenim zgradama, a mnogi predavači bili su mrtvi ili nestali. No do zimskog semestra 1946. ponovo je otvoren Fakultet ekonomskih i edukacijskih znanosti.
Tijekom tog vremena na sveučilištu je pokrenut jedan od mnogih radničko-seljačkih fakulteta (njemački Arbeiter-und-Bauern-Fakultät) koji je bio edukacijski program namijenjen mladim ljudima politički ili rasno progonjenima s preddiplomskih studija za vrijeme nacističke Njemačke. Ovaj program je postojao na Berlinskom sveučilištu sve do 1962.

## Podjele sveučilišta
Sukob Istoka i Zapada u poslijeratnoj Njemačkoj doveo je do rastućeg komunističkog utjecaja na sveučilištu. Kako je taj utjecaj bio kontroverzan, izazvao je snažne proteste u studentskom tijelu i na fakultetu. Sovjetska tajna policija NKVD provela je uhićenja u ožujku 1947. kao odgovor na proteste. Sovjetski vojni sud u Berlin-Lichtenbergu presudio je da su studenti bili upleteni u formaciju "pokreta otpora na Sveučilištu u Berlinu" kao i da su krivi za špijunažu, te su osuđeni na 25 godina prisilnog rada. Od 1945. do 1948. uhićeno je i privedeno 18 drugih studenata i profesora, mnogi se nisu vratili tjednima dok su neki odvedeni u Sovjetski Savez i pogubljeni.
U proljeće 1948. nakon što je povučeno nekoliko sveučilišnih studenata s nepravilnostima prilikom prijma, opozicija je zahtijevala Slobodno sveučilište. Studenti, uz posebnu potporu Amerikanaca, novine Der Tagesspiegel i gradonačelnik Ernst Reuter osnovali su Slobodno sveučilište u Berlinu u Dahlemu (dijelu američkog sektora). Ovo je sveučilište bilo blisko studentskoj misli o tome kakvi su bili osnivački ideali slobode poučavanja i istraživanja. Uz latinski moto "Veritas - Iustitia - Libertas" (istina, pravda, sloboda) ideološka udaljenost od starog komunistički dominiranog Sveučilišta u Berlinu simultano je izražena sa stilističkim tiskom (s Berlinom kao bakljom slobode) radi pamćenja njihove tradicije. Desetljećima duga podjela grada na Istočni i Zapadni Berlin konačno je trajno cementirala podjelu na dva neovisna sveučilišta.

## Istočna Njemačka
Godine 1946. sveučilište je ponovo otvoreno. Sovjetska administracija ubrzo je preuzela nadzor nad sveučilištem otpremivši sve studente koji se nisu priklonili komunističkoj ideologiji. Reakcija na to zbila se 1948. kad je osnovano Slobodno sveučilište u Berlinu u zapadnom dijelu grada. Komunistička partija natjerala je 1949. godine sveučilište da promijeni svoj naziv. Sve do pada istočnonjemačkog režima 1989. godine Humboldtovo sveučilište ostalo je pod tijesnim ideološkim nadzorom Sozialistische Einheitspartei Deutschlands (Socijalističke jedinstvene partije Njemačke) ili SED-a koji je, rigoroznom selekcijom studenata prema njihovoj priklonosti partijskoj liniji, osigurao da se ne pojavi nijedna demokratska opozicija na sveučilišnim kampusima. Komunistički izabrani studenti i nastavnici nisu sudjelovali u bilo kojem stupnju u istočnonjemačkom demokratskom pokretu za ljudska prava 1989. te su izabrali kontroverznog člana SED-a i bivšeg Stasijevog špijuna Heinricha Finka kao direktora Sveučilišta krajem 1990. godine.

## Danas
Nakon ujedinjenja Istočne i Zapadne Njemačke sveučilište je doživjelo radikalno restrukturiranje te su svi profesori morali ponovo pristupiti natječaju za svoje profesure. Fakultet je uvelike zamijenjen zapadnonjemačkim profesorima među kojima su bili renomirani znanstvenici poput povjesničara umjetnosti Horsta Bredekampa i povjesničara Heinricha Augusta Winklera. Danas je Humboldtovo sveučilište državno sveučilište s velikim brojem studenata (37.145 u 2003. godini, a među njima više od 4.662 stranih studenata) oblikovano prema modelu zapadnonjemačkih sveučilišta i poput svojeg dvojnika Slobodnog sveučilišta u Berlinu.
Glavna zgrada sveučilišta nalazi se u centru Berlina na bulevaru Unter den Linden. Zgrada je podignuta na zapovijed kralja Friedricha II. koji je to učinio za svog mlađeg brata princa Henrika od Pruske. Većina instituta smještena je u centru oko glavne zgrade osim prirodoslovnih instituta koji se nalaze u Adlershofu na jugu Berlina. Sveučilište nastavlja služiti njemačkom društvu.

## Knjižnica
Jednom kad se Kraljevska knjižnica pokazala nedostatnom, otvorena je nova knjižnica 1831. koja je u početku bila smještena na nekoliko privremenih lokacija. U razdoblju od 1871. do 1874. izgrađena je nova zgrada knjižnice prema dizajnu arhitekta Paula Emanuela Spiekera. Godine 1910. zbirka je preseljena u zgradu Berlinske državne knjižnice. Tijekom Weimarskog perioda knjižnica je sadržavala 831.934 svezaka (1930.) te je stoga bila jedna od vodećih sveučilišnih knjižnica u Njemačkoj u to vrijeme. Tijekom nacističkog spaljivanja knjiga 1933. nije spaljena niti jedan svezak iz sveučilišne knjižnice. Gubitak tijekom Drugog svjetskog rata je također bio relativno neznatan. Stoga se knjižnična zbirka pokazala vrlo homogenom čak i danas. Godine 2003. knjige iz područja prirodoslovlja iseljene su i premještene na novoosnovanu knjižnicu na kampusu Adlershof, koji je u potpunosti posvećen isključivo prirodnim znanostima. Budući da su premise Državne knjižnice morale biti oslobođene 2005. planira se izgradnja nove zgrade knjižnice pored glavne zgrade u centru Berlina. "Jacob und Wilhelm Grimm-Zentrum" bit će dovršen 2009. godine. U međuvremenu zbirka se još jednom čuva na privremenoj lokaciji. Ukupno sveučilišna knjižnica posjeduje oko 6,5 milijuna svezaka i 9000 časopisa i novina, te je jedna od najvećih sveučilišnih knjižnica u Njemačkoj. Za usporedbu Knjižnica Elemra Holmesa Bobsta na Sveučilištu u New Yorku sadrži približno 4,5 milijuna svezaka.

## Poznati alumni, profesori i doceni
- Azmi Bishara (1956.- ), arapsko-izraelski političar.
- Bruno Bauer (1809. – 1882.), teolog, biblijski kritičar i filozof
- Jurek Becker (1937. – 1997.), pisac (Jakob Lažljivac)
- Otto von Bismarck (1815. – 1898.), prvi njemački kancelar
- Dietrich Bonhoeffer (1906. – 1945.), teolog i sudionik pokreta otpora
- Max Born (1882. – 1970.), fizičar, dobitnik Nobelove nagrade za fiziku iz 1954.
- Ernst Cassirer (1874. – 1945.), filozof
- Adelbert von Chamisso (1781. – 1838.), prirodoslovac i pisac
- Wilhelm Dilthey (1833. – 1911.), filozof
- W. E. B. Du Bois (1868. – 1963.), afroamerički aktivist i znanstvenik
- Paul Ehrlich (1854. – 1915.), liječnik, dobitnik Nobelove nagrade za medicinu iz 1908.
- Albert Einstein (1879. – 1955.), fizičar, dobitnik Nobelove nagrade za fiziku iz 1921.
- Friedrich Engels (1820. – 1895.), novinar i filozof
- Ludwig Andreas Feuerbach (1804. – 1872.), filozof
- Johann Gottlieb Fichte (1762. – 1814.), filozof
- Hermann Emil Fischer (1852. – 1919.), osnivač moderne biokemije, dobitnik Nobelove nagrade za kemiju iz 1902.
- Werner Forßmann (1904. – 1979.), liječnik, dobitnik Nobelove nagrade za medicinu iz 1956.
- James Franck (1882. – 1964.), fizičar, dobitnik Nobelove nagrade za fiziku iz 1925.
- Ernst Gehrcke (1878. – 1960.), eksperimentalni fizičar
- Jacob Grimm (1785. – 1863.), jezikoslovac i književni kritičar
- Wilhelm Grimm (1786. – 1859.), jezikoslovac i književni kritičar
- Fritz Haber (1868. – 1934.), kemičar, dobitnik Nobelove nagrade za kemiju iz 1918.
- Otto Hahn (1879. – 1968.), kemičar, dobitnik Nobelove nagrade za kemiju iz 1944.
- Sir William Reginald Halliday (1886. – 1966.), pročelnik Kraljevskog koledža u Londonu (1928. – 1952.)
- Georg Wilhelm Friedrich Hegel (1770. – 1831.), filozof
- Heinrich Heine (1797. – 1856.), pisac i pjesnik
- Werner Heisenberg (1901. – 1976.), fizičar, dobitnik Nobelove nagrade za fiziku iz 1932.
- Hermann von Helmholtz (1821. – 1894.), liječnik i fizičar
- Gustav Hertz (1887. – 1975.), fizičar, dobitnik Nobelove nagrade za fiziku iz 1925.
- Heinrich Hertz (1857. – 1894.), fizičar
- Abraham Joshua Heschel (1907. – 1972.) rabin, filozof i teolog
- Jacobus Henricus van 't Hoff (1852. – 1911.), kemičar, dobitnik Nobelove nagrade za kemiju iz 1901.
- Christoph Wilhelm Hufeland (1762. – 1836.), osnivač makrobiotike
- Wilhelm von Humboldt (1767. – 1835.), političar, jezikoslovac i osnivač sveučilišta
- Alexander von Humboldt (1769. – 1859.), prirodoslovac
- Robert Koch (1843. – 1910.), liječnik, dobitnik Nobelove nagrade za medicinu iz 1905.
- Albrecht Kossel (1853. – 1927.), liječnik, dobitnik Nobelove nagrade za medicinu iz 1910.
- Arnold von Lasaulx (1839. – 1886.) mineralog i petrograf
- Max von Laue (1879. – 1960.), fizičar, dobitnik Nobelove nagrade za fiziku iz 1914.
- Wassily Leontief (1905. – 1999.), ekonomist, dobitnik Nobelove nagrade za ekonomiju iz 1973.
- Karl Liebknecht (1871. – 1919.), socijalistički političar i revolucionar
- Herbert Marcuse (1898. – 1979.), filozof
- Karl Marx (1818. – 1883.), filozof
- Ernst Mayr (1904. – 2005.), biolog
- Lise Meitner (1878. – 1968.), fizičar, dobitnik nagrade Enrico Fermi iz 1966.
- Felix Mendelssohn Bartholdy (1809. – 1847.), kompozitor
- Theodor Mommsen (1817. – 1903.), povjesničar, dobitnik Nobelove nagrade za književnost 1902.
- Max Planck (1858. – 1947.), fizičar, dobitnik Nobelove nagrade za fiziku iz 1918.
- Leopold von Ranke (1795. – 1886.), povjesničar
- Friedrich Wilhelm Joseph von Schelling (1775. – 1854.), filozof
- Friedrich Daniel Ernst Schleiermacher (1768. – 1834.), filozof
- Bernhard Schlink (1992.- ), pisac, Der Vorleser (Čitatelj)
- Menachem Mendel Schneerson (1902. – 1994.), rabin, filozof i teolog
- Arthur Schopenhauer (1788. – 1860.), filozof
- Erwin Schrödinger (1887. – 1961.), fizičar, dobitnik Nobelove nagrade za fiziku iz 1933.
- Georg Simmel (1858. – 1918.), filozof i sociolog
- Joseph B. Soloveitchik (1903. – 1993.), rabin, filozof i teolog
- Werner Sombart (1863. – 1941.), filozof, sociolog i ekonomist
- Hans Spemann (1869. – 1941.), biolog, dobitnik Nobelove nagrade za fiziologiju iz 1935.
- Max Stirner (1806. – 1856.), filozof
- Kurt Tucholsky (1890. – 1935.), pisac i novinar
- Rudolf Virchow (1821. – 1902.), liječnik i političar
- Karl Weierstrass (1815. – 1897.), matematičar
- Wilhelm Heinrich Westphal (1882. – 1978.), fizičar
- Wilhelm Wien (1864. – 1928.), fizičar, dobitnik Nobelove nagrade za fiziku iz 1911.
- Ulrich von Wilamowitz-Moellendorff (1848. – 1931.), filolog
- Richard Willstätter (1872. – 1942.), kemičar, dobitnik Nobelove nagrade za kemiju iz 1915.

## Organizacija
Sveučilište čini 11 fakulteta:
- Pravni fakultet
- Fakultet poljoprivrede i hortikulture
- Prirodoslovni-matematički fakultet I (biologija, kemija, fizika)
- Prirodoslovni-matematički fakultet II (geografija, računarstvo, matematika, psihologija)
- Charité – Berlinsko sveučilište medicine
- Filozofski fakultet I (filozofija, povijest, europska etnologija, odsjek za književnost i informatiku)
- Filozofski fakultet II (književnost, lingvistika, skandinavistika, romanske književnosti, engleski i američki studiji, slavistika, klasična filologija)
- Filozofski fakultet III (društvene znanosti, kulturologija/umjetnosti, azijsko/afrički studiji (uključuje arheologiju), rodni studiji)
- Filozofski fakultet IV (znanost o sportu, rehabilitacijski studiji, edukacija, upravljanje kvalitetom u edukaciji)
- Teološki fakultet
- Fakultet ekonomije i poslovne administracije

Postoje i dva neovisna instituta (Zentralinstitute) koja su također dio sveučilišta:
- Centar za britanske studije (njemački: Großbritannienzentrum)
- Museum für Naturkunde (Muzej povijesti prirode)

## Točke interesa
- Späth-Arboretum

## Više informacija
- Popis sveučilišta u Berlinu
- Charité
- Slobodno sveučilište u Berlinu
- Tehničko sveučilište u Berlinu
- Berlinsko sveučilište umjetnosti
- Humboldtov muzej

## Vanjske poveznice
1. 1 2  Humboldt-Universität zu Berlin (njemački). Inačica izvorne stranice arhivirana 27. siječnja 2013. Pristupljeno 14. prosinca 2012. Nepoznati parametar |titel= zanemaren (prijedlog zamjene: |title=) (pomoć)

- Web stranice Humboldtovo sveučilišta u Berlinu (njem.) (engl.)